# Jean-Philippe Rameau
Jean-Philippe Rameau (Dijon, 25 september 1683 – Parijs, 12 september 1764) was een van de belangrijkste barokcomponisten in het algemeen en van de Franse componisten in het bijzonder. Hij was niet alleen organist, klavecinist en muziekpedagoog maar geldt als een zeer belangrijk muziektheoreticus wiens invloed tot op de huidige dag doorwerkt. Naast Jean-Baptiste Lully werd hij als hoofdrepresentant van het ancien régime gezien. Zijn omvangrijk muziektheoretisch oeuvre is de basis voor de functionele harmonieleer.

## Levensloop

### De organist
Jean Rameau, de vader van Jean-Philippe, was organist aan verschillende kerken in Dijon. Zijn moeder Claudine de Martinécourt was een notarisdochter en afkomstig uit de lage adel. Jean-Philippe Rameau was het zevende van elf kinderen van het echtpaar en kreeg vanzelfsprekend de eerste muzieklessen van zijn vader. Zijn jongere broer Claude Rameau werd ook organist en zijn zuster Catherine Rameau speelde klavecimbel en was muzieklerares. De zoon van Claude Rameau, Jean-François, is door de roman van Denis Diderot Le neveu de Rameau uit 1761 onvergetelijk geworden.
Jean-Philippe Rameau was scholier op een jezuïetencollege, maar moest het vanwege slechte cijfers verlaten. Op 18-jarige leeftijd maakte hij een reis naar Italië, die hem niet verder dan Milaan bracht.

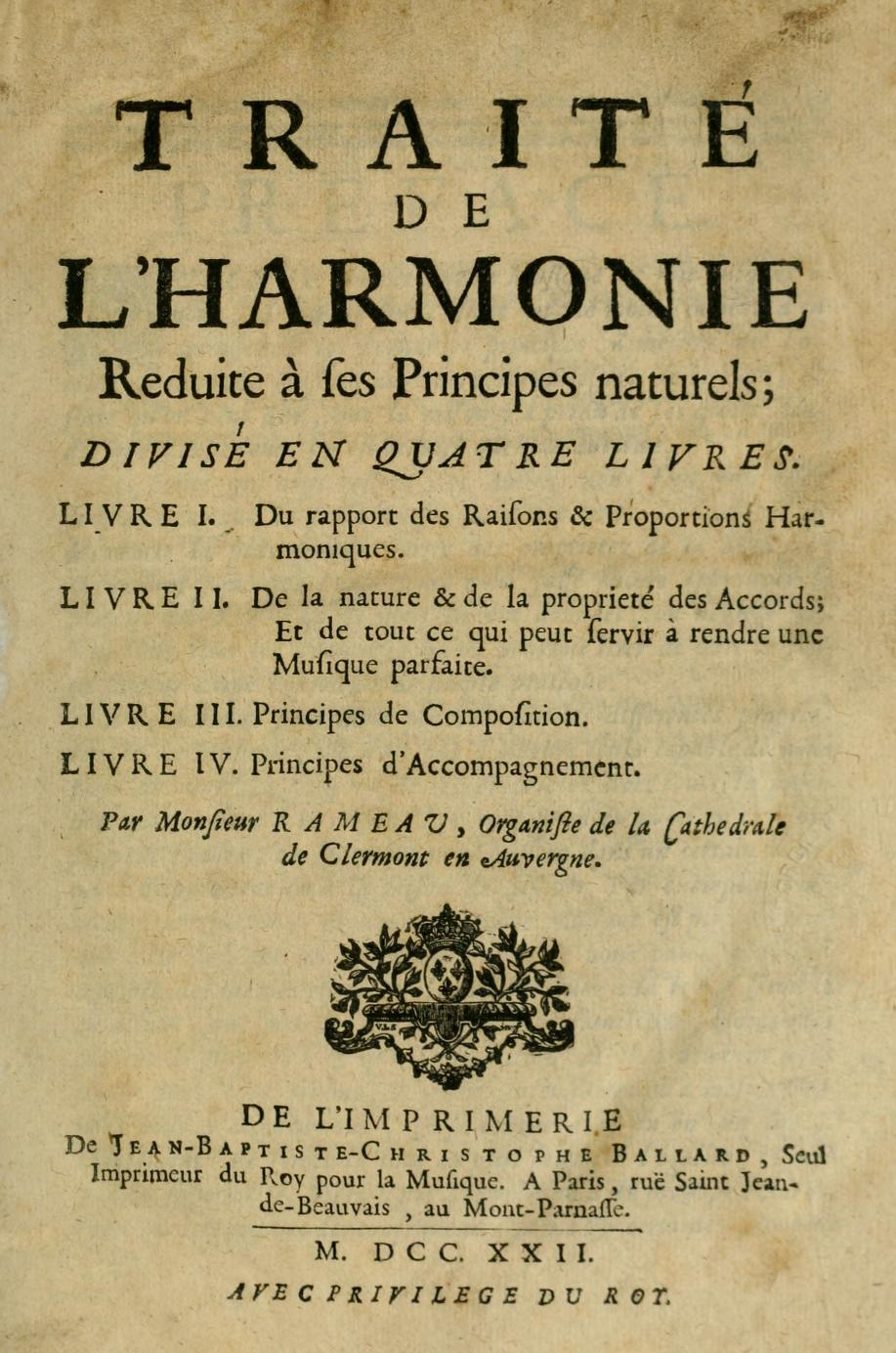
Traité de l'harmonie réduite à ses principes naturels, Parijs, 1722

In januari 1702 werd hij organist aan de Kathedraal Notre-Dame des Doms in Avignon. In mei 1702 werd hij eveneens organist in Clermont-Ferrand en kreeg een contract voor zes jaar. Maar al in 1706 vertrok hij naar Parijs, waar hij met Louis Marchand samenwerkte. Hij publiceerde daar ook zijn Pièces de clavecin. Tot 1709 was hij titulair-organist aan verschillende kerken in Parijs. In 1709 werd hij opvolger van zijn vader aan de 13e-eeuwse Notre-Dame in Dijon. Ook dit contract gold oorspronkelijk voor zes jaar. Maar al in 1713 vinden we hem als organist in Lyon. In 1715 vertrok hij opnieuw naar Clermont-Ferrand en bleef daar organist tot hij in 1722 weer naar Parijs ging.
In deze periode ontstond het grootste deel van de wereldlijke en geestelijke koormuziek waaronder grand motets die hij bestemde voor een feestelijke kerkdienst ter gelegenheid van het sluiten van de Vrede van Utrecht (1713). Orgelmuziek die hij in deze tijd gecomponeerd zou hebben, is niet bewaard gebleven. Rameaus eerste klavecimbelboek Pièces de clavecin (Parijs, 1706) geeft een helder inzicht over zijn opvattingen over muziek voor toetsinstrumenten in deze tijd. Ook na zijn vertrek naar Parijs in 1722 en de eerste operasuccessen in de jaren 1730 blijft hij organist, tot 1738.

### De theoreticus
In 1722 publiceerde hij zijn Traité de l'harmonie réduite à ses principes naturels in Parijs, dat hij al in in Clermont-Ferrand, in Auvergne, geschreven had. Het is een belangrijk en invloedrijk werk in de muziektheorie dat Rameau in één klap beroemd maakte. Samen met het aanvullende Nouveau Système de musique theorique in 1726 legde het werk de basis voor de moderne muziektheorie voor akkoord- en harmonieleer. Hij bepaalde met «l'accord tonique» de tonica voor de drieklank die de basis van de klassieke muziek is geworden.
Tot 1760 werden nog vijf muziektheoretische werken gepubliceerd, waarin hij de harmonische betrekkingen in de opbouw van het boventoonscala ontwikkelt. Van 1752 tot 1754 verdedigde hij de Franse barokopera en zijn these van het primaat van de harmonie over de melodie tegen de encyclopedisten in de zo genoemde buffonistenstrijd. Zijn betrekking tot de cirkel van de encyclopedisten blijft ambivalent, felle debatten met Jean-Jacques Rousseau staan naast de waardering en bewondering door Denis Diderot en Jean Baptist Le Rond d'Alembert.

### De opera

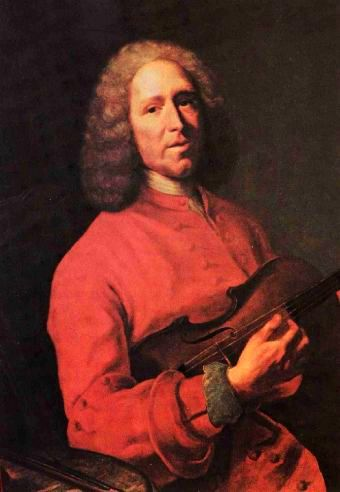
Jacques Aved, Jean-Philippe Rameau met viool, Dijon, Musée des Beaux-Arts

De première van de opera Hippolyte et Aricie in 1733 was een keerpunt in zijn leven. De opera werd door zijn tijdgenoten als belangrijkste genre gezien. Nieuwe composities werden zeer kritisch beoordeeld. Rameau gelukte het om enerzijds de vorm van de door Jean-Baptiste Lully gecreëerde Tragédie en musique te volgen, maar anderzijds de focus van het handeling dragende recitatief naar de uitwerking van vocale solopartijen, ensembles en instrumentale taferelen te verschuiven. Met zijn roem als componist kwam ook een oplossing voor zijn financiële problemen.
Rond 1727 leerde hij Alexandre Le Riche de la Pouplinière, de generale rentmeester (fermier général) van de koning Lodewijk XV van Frankrijk kennen. Hij werd de mecenas van Rameau en liet hem met zijn familie in zijn paleis in de rue de Richelieu wonen. Twaalf jaar leidde Rameau het privéorkest van Le Riche de la Pouplinière. Hij kon toen waardevolle ervaring met instrumenten opdoen en met het ensemble experimenteren.
In 1752/1753 kwam het met de buffonistenstrijd (Frans: Querelle des Bouffons) tot een grote breuk in Rameaus operacarrière. In het begin van de 18e eeuw vond men de Italiaanse muziek geleerd en de Franse muziek eenvoudig en natuurlijk. Rousseau daarentegen wees op de eenvoud van de Italiaanse muziek tegenover de complexiteit van de Franse muziek met haar volle orkestratie, gecompliceerde polyfonie en harmonische zettingen. Rousseau heeft in zijn Lettre sur la musique française afgedaan met de Franse muziek, want "uitsluitend de Italiaanse taal was adequaat voor de muziek" omdat zij "zacht, klankvol, harmonisch en wel geaccentueerd" klonk. Tegenover het muzikale ideaal van de Franse late barok hebben de encyclopedisten rondom Jean-Jacques Rousseau de idealen van de natuurlijkheid en melodieuze zingbaarheid gesteld. Le Riche de la Pouplinière koos de zijde van Rousseau en liet Rameau vallen.
De laatste jaren van Rameaus leven stonden in het teken van de samenwerking met de danstheoreticus, librettist en encyclopedist Louis de Cahusac. In zijn laatste werken kon Rameau de uitdrukkingsmogelijkheden van de instrumentale muziek nog meer verhogen.
Rameau was in de eerste plaats operacomponist, die rond 35 werken voor het toneel schreef. Zijn balletcomposities werden enthousiast ontvangen. Tijdens zijn jaren als organist schreef hij een reeks cantates en motetten. Een verdere mijlpaal in zijn oeuvre zijn de Pièces de clavecin en concerts en zijn Pièces de clavecin.

### Familie
Op 25 februari 1726 huwde hij in de Saint-Germain-l'Auxerrois in Parijs op 42-jarige leeftijd de slechts 19-jarige Marie-Louise Mangot (1785), telg van een muzikale familie. Haar vader was symphoniste du roi en haar moeder ballerina. Marie-Louise was een goede zangeres en musicienne en zong in enkele opera's van Rameau, met name Hippolyte et Aricie en Castor et Pollux.
Samen hadden zij twee zonen en twee dochters.

## Composities

### Muziektheater

#### Opera's
| Voltooid in   | titel                                                             | aktes              | première | libretto |
| ------------- | ----------------------------------------------------------------- | ------------------ | --- | --- |
| 1723          | L'Endriague                                                       | 3 aktes            | 3 februari 1723, Parijs, Théâtre des marionnettes de Dolet et La Place, Foire Saint-Germain                                    | Alexis Piron |
| 1726          | L'Enrôlement d'Arlequin                                           | 1 akte             | 3 februari 1726, Parijs, Théâtre d'Honoré, Foire Saint-Germain                                                                 | Alexis Piron |
| 1726          | La Robe de dissension (of: Le Faux Prodige)                       | 2 aktes            | 7 september 1726, Parijs, Théâtre d'Honoré et Francisque, Foire Saint-Laurent                                                  | Alexis Piron |
| 1732          | Samson                                                            | 5 aktes            | niet uitgevoerd; verloren | Voltaire |
| 1733 rev.1742 | Hippolyte et Aricie                                               | 5 aktes            | 1 oktober 1733, Parijs, Académie royale de musique; gereviseerde versie: 11 september 1742, Parijs, Académie royale de musique | Abbé Simon-Joseph Pellegrin |
| 1737          | Castor et Pollux                                                  | 5 aktes            | 24 oktober 1737, Parijs, Académie royale de musique                                                                            | Pierre-Joseph Gentil-Bernard |
| 1739          | Dardanus                                                          | Proloog en 5 aktes | 19 november 1739, Parijs, Académie royale de musique                                                                           | Charles-Antoine Leclerc de La Bruère |
| 1744          | La Rose (of: Les Jardins de l'Hymen), (ook: Les Fêtes de l'Hymen) | Proloog en 1 akte  | 5 maart 1744, Parijs, Théâtre de l'Opéra-Comique, Foire Saint-Germain                                                          | Alexis Piron |
| 1745          | Platée (of: Junon jalouse)                                        | Proloog en 3 aktes | 31 maart 1745, Versailles, Théâtre du château                                                                                  | Jacques Autreau, rev. van Adrien-Joseph Le Valois d'Orville                                                                                            |
| 1749          | Zoroastre                                                         | 5 aktes            | 5 december 1749, Parijs, Académie royale de musique                                                                            | Louis de Cahusac |
| 1751          | Acanthe et Céphise (of: La Sympathie)                             | Proloog en 3 aktes | 18 november 1751, Parijs, Académie royale de musique                                                                           | Jean-François Marmontel |
| 1752          | Linus                                                             | 5 aktes            | niet uitgevoerd | Charles-Antoine Leclerc de La Bruère |
| 1753          | Daphnis et Églé                                                   | 1 akte             | 30 oktober 1753, Fontainebleau, Théâtre du château                                                                             | Charles Collé |
| 1753          | Lisis et Délie                                                    | 1 akte             | niet uitgevoerd; verloren | Jean-François Marmontel |
| 1758          | Le Procureur dupe sans le savoir                                  | 1 akte             | niet uitgevoerd; verloren | anoniem |
| 1760          | Les Paladins                                                      | 3 aktes            | 12 februari 1760, Parijs, Académie royale de musique                                                                           | Jean François Duplat de Monticourt, naar Jean de La Fontaine: Le petit chien qui secoue l'argent et des perrieres en Ludovico Ariosto: Orlando furioso |
| 1763          | Les Boréades                                                      | 5 aktes            | niet uitgevoerd | Louis de Cahusac |

#### Balletten
| Voltooid in   | titel | aktes                                                | première | libretto                                                               |
| ------------- | --- | ---------------------------------------------------- | --- | ---------------------------------------------------------------------- |
| 1735 rev.1736 | Les Indes galantes 1. Le Turc généreux 2. Les Incas du Pérou 3. Les Fleurs 4. Les Sauvages                                      | Proloog en 4 entrées (aanvankelijk slechts eerste 2) | 23 augustus 1735, Parijs, Académie royale de musique; gereviseerde versie: 10 maart 1736, Parijs, Académie royale de musique | Louis Fuzelier                                                         |
| 1739          | Les Fêtes d'Hébé (of: Les Talents lyriques) 1. La Poésie 2. La Musique 3. La Danse                                              | Proloog en 3 entrées                                 | 21 mei 1739, Parijs, Académie royale de musique                                                                              | Antoine Gauthier de Montdorge                                          |
| 1745          | La Princesse de Navare | 3 aktes                                              | 23 februari 1745, Versailles, Théâtre du château                                                                             | Voltaire                                                               |
| 1745          | Les Fêtes de Polymnie 1. Le Temple de Mémoire 2. La Fable 3. L'Histoire 4. La Féérie                                            | Proloog en 3 entrées                                 | 12 oktober 1745, Parijs, Académie royale de musique                                                                          | Louis de Cahusac                                                       |
| 1745 rev.1746 | Le Temple de la gloire 1. Bélus et Erigone 2. Bacchus 3. Trajan                                                                 | 5 aktes (oorspronkelijk); Proloog en 3 aktes         | 27 november 1745, Versailles, Théâtre du château; gereviseerde versie: 19 april 1746, Parijs, Académie royale de musique     | Voltaire                                                               |
| 1745          | Les Fêtes de Ramire bewerking van: La Princesse de Navarre                                                                      | 1 akte                                               | 22 december 1745, Versailles, Théâtre de château                                                                             | Voltaire                                                               |
| 1747          | Les Fêtes de l'Hymen et de L'Amour (of: Les Dieux d'Égypte) 1. Osiris 2. Canope 3. Aruéris ou Les Isies ou Les Isiennes         | Proloog en 3 entrées                                 | 15 maart 1747, Parijs, Académie royale de musique                                                                            | Louis de Cahusac                                                       |
| 1748          | Zaïs | Proloog en 4 aktes                                   | 29 februari 1748, Parijs, Académie royale de musique                                                                         | Louis de Cahusac                                                       |
| 1748          | Pigmalion | 1 akte                                               | 27 augustus 1748, Parijs, Académie royale de musique                                                                         | Ballot de Savot, naar Antoine Houdar de La Motte, Le Triomphe des arts |
| 1749          | Naïs | Proloog en 3 aktes                                   | 22 april 1749, Parijs, Académie royale de musique                                                                            | Louis de Cahusac                                                       |
| 1751          | La Guirlande (of: Les Fleurs enchantées                                                                                         | 1 akte                                               | 21 september 1751, Parijs, Académie royale de musique                                                                        | Jean-François Marmontel                                                |
| 1753          | Les Sibarites (originele titel: Sibaris)                                                                                        | 1 akte                                               | 13 november 1753, Fontainebleau, Théâtre du château                                                                          | Jean-François Marmontel                                                |
| 1754          | Anacréon | 1 akte                                               | 23 oktober 1754, Fontainebleau, Théâtre du château                                                                           | Louis de Cahusac                                                       |
| 1754          | La Naissance d'Osiris ou La Fête Pamilie                                                                                        | 1 akte                                               | 12 oktober 1754, Fontainebleau, Théâtre du château                                                                           | Louis de Cahusac                                                       |
| 1757          | Les Surprises de l'amour 1. Le Retour d'Astrée 2. L'Enlévement d'Adonis (ook: Vénus et Adonis) 3. La Lyre enchantée 4. Anacréon | Proloog en 3 aktes                                   | 31 mei 1757, Parijs, Académie royale de musique                                                                              | Pierre-Joseph Bernard                                                  |
|               | Nélée et Myrthis (of: Les Beaux jours de l'amour)                                                                               |                                                      | niet uitgevoerd | anoniem                                                                |
|               | Io | 1 akte; onvoltooid                                   | niet uitgevoerd | anoniem                                                                |
|               | Zéphire (of: Les Nymphes de Diane)                                                                                              |                                                      | niet uitgevoerd | anoniem                                                                |

### Wereldlijke cantates
- 1715-1718 Thétis (bas),
- 1715-1719 Aquilon et Orithie (bas)
- 1715-1722 L'impatience (sopraan)
- 1721 Les amants trahis (sopraan, bas)
- 1721 Orphée (sopraan)
- 1728 Le berger fidèle (sopraan)

### Motetten
- 1713-1715 Deus noster refugium (gecomponeerd ter gelegenheid van het sluiten van de Vrede van Utrecht)
- 1713-1715 Quam dilecta (idem)
- voor 1720 In convertendo
- voor 1722 Laboravi (in de Traité de l'harmonie, 1722)
- (auteurschap onzeker) Diligam te et Inclina Domine

### Klavecimbel
- 1706 Premier livre de pièces de clavecin
- 1724 Pièces de clavecin avec une méthode pour la mécanique des doigts Tambourinⓘ
- 1729-1730 Nouvelles suites de pièces de clavecin [...] avec des remarques sur les différens genres de musique
- 1736 Les Indes galantes, ballet, reduit à quatre grands concerts (Bevat ook het originele klavecimbelwerk Les Sauvages)

## Theoretische werken (selectie)
- Traité de l'harmonie reduite à ses principes naturels (Parijs, 1722)
- Nouveau système de musique théorique (Parijs, 1726)
- Dissertation sur les différentes méthodes d'accompagnement pour le clavecin, ou pour l'orgue (Parijs, 1732)
- Génération harmonique, ou Traité de musique théorique et pratique (Parijs, 1737)
- Mémoire où l'on expose les fondemens du Système de musique théorique et pratique de M. Rameau (1749)
- Observations sur notre instinct pour la musique (Parijs, 1754)
- 'Origine des modes et du tempérament', Mercure de France (juni 1761)
- Origine des sciences, suivie d'une controverse sur le même sujet (Parijs, 1762)